# Варненский район
Это статья о районе в Челябинской области России. О территориальных единицах в Болгарии с центром в городе Варна см. Варненская область и Варна (община).
Ва́рненский район — административно-территориальная единица (район) и одноимённое муниципальное образование (муниципальный район) в Челябинской области Российской Федерации.
Административный центр: село Варна.

## История
Заселение нынешней территории Варненского района началось в конце 30-х годов XIX века. Старая пограничная линия не удовлетворяла царскую администрацию края. Проект переноса пограничной линии был составлен и обоснован оренбургским губернатором  В. П. Перовским. Проект предусматривал строительство 5 укреплений от крепости Орск до крепости Троицк. По плану заселение укреплений и станиц проводилось солдатами регулярных полков, казаками из внутренних полков и служилым калмыцким населением.
Село Варна — административный центр Варненского района, расположенного в центральной части района, в месте слияния рек Нижний и Средний Тогузак.
Бывший номерной посёлок, а позднее Варненский, получил своё название в память о взятии крепости Варна в войне 1828-1829 годов. Многие высшие воинские чины Оренбургской казачьего войска в эту войну принимали активное участие во многих сражениях, а когда вставал вопрос, какие названия дать новым поселениям, то они однозначно высказывались в пользу ныне существующих, отдавая дань памяти погибшим русским солдатам и офицерам.
В частности, взятием крепости Варна в период русско-турецкой войны 1828-1829 годов руководил будущий оренбургский военный губернатор граф П. П. Сухтелен. Командуя небольшим отрядом, состоящим из 4 батальонов пехоты, 12 эскадронов бугских уланов, сотни казаков, имея всего 12 орудий, он сумел разбить противостоящий ему отряд турецких янычар и заставил гарнизон хорошо укреплённой крепости сдаться на милость победителя. Это событие произошло 28-29 сентября 1828 года. В боях под турецкой, ныне болгарской Варной неоднократно отличались казаки 9-го Оренбургского казачьего полка, которым командовал есаул И. В. Падуров.
В 1836 году была построена станица Николаевская, в 1837 году — станицы Владимировская, Александровская, Алексеевская, в 1845 году возникла станица Варненская. Большее количество населённых пунктов получили названия в память побед русского оружия в различных войнах, как например, Лейпциг, Варна, Бородиновка и т. п. История образования поселений, входящих в Варненский район, тесно связана с осовением Новолинейного района, простиравшегося от Орской до Троицкой крепостей.
Варненский район образован 27 февраля 1924 года по постановлению Президиума облисполкома Уральской области в составе Троицкого округа.
Он объединял 33 населённых пункта численностью 20654 человека. Земельная площадь составляла 468620 десятин. В районе насчитывалось 5016 хозяйств. Имелось 10 видов промыслов: мукомольный, овчинный, кожевенный и т. д. Общее число кустарных предприятий составляло 98. Из них, государственных 1, кооперативных 16, частных 81.
В 1945 году за успехи, достигнутые в сельском хозяйстве Варненскому району было вручено на вечное хранение Красное Знамя Совета Народных Комиссаров СССР.
В 1954 году в Варненский район приехали комсомольцы по путёвкам из разных уголков Советского Союза на освоение целинных и залежных земель. За 4 года (1954-1957 гг.) в районе было освоено около 130 тысяч гектаров целинных и залежных земель.
За успешное освоение целинных и залежных земель, увеличение производства продуктов сельскохозяйственного производства пяти передовикам было присвоено звание Героя Социалистического Труда.

## География
Расположен в юго-восточной части Челябинской области. Граничит с Чесменским районом и Карталинским районом, имеет границу с Республикой Казахстан.
Занимает площадь 3853 км². Восточной частью более чем наполовину выдаётся углом в соседний Казахстан и граничит с ним с трёх сторон. Имеет самый протяжённый участок государственной границы с Республикой Казахстан в Челябинской области.
Население района на 1 января 2016 г. составило 25376 человек, 13 сельских поселений, 37 населённых пунктов.
Территория района представляет собой равнину, возвышающуюся в западной части и понижающуюся на восток.
Климат резко континентальный. Зима морозная, малоснежная, снежный покров сохраняется в среднем 146 дней. Весна сравнительно ранняя и сухая. Лето сухое и жаркое. Периодически повторяются засухи. Преобладают ветры юго-западного направления. Район расположен в степной зоне, где распространены ковыльно-разнотравные степи с редкими берёзовыми колками и берёзово-осиновыми прибрежными зарослями.
Сложное геологическое строение предопределило богатство варненских недр, здесь найдены металлосодержащие руды, графит, строительные материалы.

## Население
| 2002    | 2005    | 2006    | 2007    | 2008    | 2009    | 2010    |
| ------- | ------- | ------- | ------- | ------- | ------- | ------- |
| 30 802  | ↘29 940 | ↘29 350 | ↘28 816 | ↘28 377 | ↗28 844 | ↘27 357 |
| 2011    | 2012    | 2013    | 2014    | 2015    | 2016    | 2017    |
| ↘27 278 | ↘26 782 | ↘26 329 | ↘25 724 | ↘25 496 | ↘25 376 | ↘25 285 |
| 2018    | 2019    | 2020    | 2021    | 2023    |         |         |
| ↘25 168 | ↘24 749 | ↘24 658 | ↘24 440 | ↘24 152 |         |         |

## Территориальное устройство
Варненский район как административно-территориальная единица области делится на 13 сельсоветов. Варненский муниципальный район, в рамках организации местного самоуправления, включает соответственно 13 муниципальных образований со статусом сельских поселений:
| №  | Муниципальное образование            | Административный центр  | Количество населённых пунктов | Население (чел.) | Площадь (км²) |
| -- | ------------------------------------ | ----------------------- | ----------------------------- | ---------------- | ------------- |
| 1  | Алексеевское сельское поселение      | село Алексеевка         | 1                             | ↘811             | 198,93        |
| 2  | Аятское сельское поселение           | посёлок Арчаглы-Аят     | 4                             | ↗1510            | 605,26        |
| 3  | Бородиновское сельское поселение     | село Бородиновка        | 1                             | ↗1474            | 304,62        |
| 4  | Варненское сельское поселение        | село Варна              | 2                             | ↗10 732          | 122,55        |
| 5  | Казановское сельское поселение       | посёлок Казановка       | 1                             | ↘441             | 89,06         |
| 6  | Катенинское сельское поселение       | село Катенино           | 4                             | ↘1192            | 308,94        |
| 7  | Краснооктябрьское сельское поселение | посёлок Красный Октябрь | 6                             | ↘1387            | 360,62        |
| 8  | Кулевчинское сельское поселение      | село Кулевчи            | 4                             | ↘1251            | 469,38        |
| 9  | Лейпцигское сельское поселение       | село Лейпциг            | 2                             | ↘667             | 127,66        |
| 10 | Николаевское сельское поселение      | село Николаевка         | 1                             | ↗675             | 272,85        |
| 11 | Новоуральское сельское поселение     | посёлок Новый Урал      | 6                             | ↘2088            | 436,57        |
| 12 | Покровское сельское поселение        | посёлок Новопокровка    | 3                             | ↘1365            | 325,34        |
| 13 | Толстинское сельское поселение       | село Толсты             | 2                             | ↘937             | 230,88        |

## Населённые пункты
В Варненском районе 37 населённых пунктов.
| №  | Населённый пункт   | Тип               | Население | Муниципальное образование            |
| -- | ------------------ | ----------------- | --------- | ------------------------------------ |
| 1  | Алакамыс           | посёлок           | ↘184      | Аятское сельское поселение           |
| 2  | Александровка      | село              | ↘450      | Аятское сельское поселение           |
| 3  | Алексеевка         | село              | ↘811      | Алексеевское сельское поселение      |
| 4  | Алтырка            | посёлок           | ↘283      | Покровское сельское поселение        |
| 5  | Арчаглы-Аят        | посёлок           | ↘1231     | Аятское сельское поселение           |
| 6  | Белоглинка         | посёлок           | ↘209      | Краснооктябрьское сельское поселение |
| 7  | Большевик          | посёлок           | ↘363      | Новоуральское сельское поселение     |
| 8  | Бородиновка        | село              | ↗1474     | Бородиновское сельское поселение     |
| 9  | Варна              | село              | ↗10 365   | Варненское сельское поселение        |
| 10 | Владимировка       | село              | ↘394      | Кулевчинское сельское поселение      |
| 11 | Городище           | село              | ↘328      | Краснооктябрьское сельское поселение |
| 12 | Дружный            | посёлок           | ↘317      | Новоуральское сельское поселение     |
| 13 | Заречье            | посёлок           | ↘189      | Покровское сельское поселение        |
| 14 | Казановка          | посёлок           | ↘441      | Казановское сельское поселение       |
| 15 | Камышинка          | посёлок           | ↘69       | Краснооктябрьское сельское поселение |
| 16 | Караоба            | посёлок           | ↘143      | Катенинское сельское поселение       |
| 17 | Катенино           | село              | ↗980      | Катенинское сельское поселение       |
| 18 | Кинжитай           | посёлок           | ↘88       | Кулевчинское сельское поселение      |
| 19 | Комсомольский      | посёлок           | ↘222      | Катенинское сельское поселение       |
| 20 | Красная Заря       | посёлок           | ↘226      | Новоуральское сельское поселение     |
| 21 | Красноармейский    | посёлок           | ↘157      | Катенинское сельское поселение       |
| 22 | Красный Октябрь    | посёлок           | ↘783      | Краснооктябрьское сельское поселение |
| 23 | Кулевчи            | село              | ↘1127     | Кулевчинское сельское поселение      |
| 24 | Кызыл-Маяк         | посёлок           | ↘277      | Варненское сельское поселение        |
| 25 | Лейпциг            | село              | ↘717      | Лейпцигское сельское поселение       |
| 26 | Маслоковцы         | посёлок           | ↘99       | Аятское сельское поселение           |
| 27 | Николаевка         | село              | ↗675      | Николаевское сельское поселение      |
| 28 | Нововладимировский | посёлок           | ↗262      | Краснооктябрьское сельское поселение |
| 29 | Новокулевчи        | посёлок           | ↘240      | Кулевчинское сельское поселение      |
| 30 | Новопокровка       | посёлок           | ↘1087     | Покровское сельское поселение        |
| 31 | Новый Урал         | посёлок           | ↘767      | Новоуральское сельское поселение     |
| 32 | Правда             | посёлок           | ↘405      | Новоуральское сельское поселение     |
| 33 | Ракитный           | посёлок           | ↘247      | Краснооктябрьское сельское поселение |
| 34 | Саламат            | посёлок ж.-д. ст. | ↘84       | Лейпцигское сельское поселение       |
| 35 | Саламат            | посёлок           | ↘335      | Новоуральское сельское поселение     |
| 36 | Солнце             | посёлок           | ↘329      | Толстинское сельское поселение       |
| 37 | Толсты             | село              | ↘770      | Толстинское сельское поселение       |

По состоянию на 1966 год в Варненском районе было 46 населённых пунктов. Часть из них была впоследствии упразднена.

## Экономика
На территории района действуют 13 сельскохозяйственных предприятий, 147 крестьянских (фермерских) хозяйств, 560 предприятий и организаций различных форм собственности, 712 индивидуальных предпринимателей.
Наиболее перспективные предприятия: ПАО «Варненский комбинат хлебопродуктов», АО «Варненское дорожное ремонтно-строительное управление», ООО «Варненская сельхозтехника», АО «Агропромтехника», ООО «Варнаагропромэнерго», ООО «Варнагазстрой», муниципальное автотранспортное предприятие и т.д.
По территории района проходит Южно-Уральская железная дорога и автомобильные дороги на Карталы, Оренбург, Кустанай и Рудный.
Важную роль  в формировании экономики района играет малый бизнес, который нашёл свою нишу в таких отраслях экономики как торговля и общественное питание, строительство, промышленность, сельское хозяйство, транспорт, в производстве хлеба и хлебобулочных изделий, в изготовлении мебели и пластиковых окон, в производстве полиэтиленовых труб, в сфере услуг. Количество занятых в малом бизнесе с учётом индивидуальных предпринимателей и фермеров, включая наёмных работников составляет 2740 человек, или 33,7 процента в общей численности занятых в экономике. Выпуск товаров и услуг малыми предприятиями в 2006 году составил 325 млн рублей. Удельный вес продукции, произведённой малыми предприятиями, в общем объёме промышленного производства составил 23%, в строительстве — 12%. Розничный товарооборот индивидуальных предпринимателей в общем товарообороте района составляет 79 процентов. Доля услуг общественного питания 56,5%, доля платных услуг населению 42%. Если смотреть в разрезе платных услуг, то 94 процента бытовых услуг оказываются индивидуальными предпринимателями.
Трудовые ресурсы  населения Варненского муниципального района составляют 18 тыс. человек. Численность занятых в экономике в 2007 году составила 8213 человек, что составляет 45,6 процента от трудоспособного населения, 65 процентов от занятых в экономике, трудятся на предприятиях частной формы собственности. Структура занятости населения по видам экономической деятельности:
- сельское хозяйство — 2316 человек;
- обрабатывающие производства — 801 человек;
- производство и распределение газа, электроэнергии и воды — 38 человек;
- строительство — 462 человека;
- оптовая и розничная торговля, платные услуги — 1536 человек;
- государственное управление и обеспечение военной безопасности, обязательное социальное обеспечение — 457 человек;
- образование — 1371 человек;
- здравоохранение и предоставление социальных услуг — 802 человека;
- предоставление прочих коммунальных, социальных и персональных услуг — 233 человека:
- транспорт и связь — 197 человек.

## Люди, связанные с районом
- Говорухин, Иван Ильич (1919—1944) — Герой Советского Союза,
- Русанов, Михаил Гаврилович (1920—1994) — Герой Советского Союза.

Почётные граждане
- Николаев Валерий Михайлович (1947)[24]

## Археология
На правом берегу реки Нижний Тогузак, вблизи устья реки Кисинет, находится укреплённое поселение «Устье». Археологический комплекс включает в себя несколько разновременных памятников эпохи бронзы, раннего железного века и средневекового периода.